# Sharon Gless
Sharon Marguerite Gless (Los Angeles, 31 maggio 1943) è un'attrice statunitense, vincitrice di due Emmy Award e due Golden Globe.
Deve la sua notorietà alla serie televisiva degli anni 1980 New York New York, nella quale interpretava il sergente Christine Cagney del New York City Police Department. Nel corso della sua carriera ha vinto numerosi premi, tra cui due Emmy Award e due Golden Globe. Dal 1995 ha anche una stella col suo nome sulla Hollywood Walk of Fame.

## Biografia
Californiana di quinta generazione, Sharon è nata a Los Angeles, figlia di  Marjorie (McCarthy) e Dennis K. Gless, che lavorava come responsabile vendite nel campo dell'abbigliamento. Gless lavorò come segretaria presso un'agenzia di pubblicità Grey Advertising e Young & Rubicam, e ancora per una società di produzione di film indipendenti, la Sassafras Films and General Film Corporation. Dopo la decisione di spostarsi verso la recitazione, Sharon prese delle lezioni e, nel 1974, firmò un contratto decennale con la Universal Studios. Lei si descrisse come "l'ultima attrice a contratto del sistema televisivo, — una salariata apprendista del sistema della Vecchia Hollywood, che la Universal avrebbe assunto per ultima".
Sharon cominciò ad apparire in numerose serie televisive come Revenge of the Stepford Wives uscito in Italia negli anni 1970 col titolo "La fabbrica delle mogli", e alla CBS come investigatrice privata nella serie Switch (1975-1978), dove interpretava la giovane segretaria d'elevata estrazione sociale, Maggie Philbin, contrastata da Eddie Albert e Robert Wagner. Grazie alla sua partecipazione in "Faraday & Company" nel 1973, Sharon Gless ha dato il proprio marchio di umorismo, intelligenza e stile drammatico ad ognuno dei propri ruoli.
Lei è meglio conosciuta per il personaggio della Detective della Polizia di New York Christine Cagney nella famosa serie televisiva trasmessa in Italia col titolo New York New York ("Cagney & Lacey") un ruolo che le valsero due Emmys, un Golden Globe, e ancora sei nomination per gli Emmy. Seguendo "New York New York", Gless tornò in squadra col produttore esecutivo dello show, Barney Rosenzweig, nel "The Trials of Rosie O'Neill" per il quale lei è stata insignita del suo secondo Golden Globe e ulteriori due nomination agli Emmy. Sharon sposò il produttore Barney Rosenzweig nel 1991. Nel 1994 e 1995, Sharon e la sua partner televisiva Tyne Daly, si riunirono per ricreare di diritto i loro ruoli del popolare telefilm New York New York, criticamente acclamato, che loro affettuosamente chiamano "Gli Anni della Menopausa" inoltre Sharon girò con lei altri sei film TV dal 1992 al 1997.

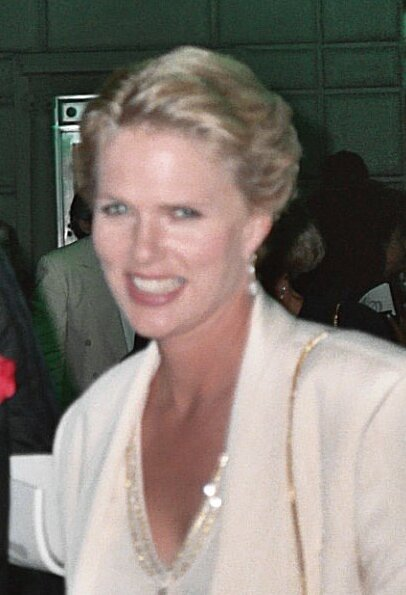
Sharon Gless agli Emmy Awards 1991

I meriti teatrali di Sharon comprendono un ruolo descritto nella pellicola interessante e piena si suspense dal titolo Condannato a morte per mancanza di indizi, in cui recita anche Michael Douglas. Sharon ha anche registrato parecchi 'Libri Sonori' e apparsa in molti ruoli radiofonici, uno dei quali intitolato "'Night, Mother," per la BBC, raccogliendo così il suo International Sony Awards. Recitò due volte sui palcoscenici del famoso "West End," di Londra, la prima volta nel 1993 con Bill Paterson, dove le creò il ruolo di Annie Wilkes in "Misery" di Stephen King, al Criterion Theater, e quattro anni dopo, di fronte a Tom Conti, in 's "Chapter 2," di Neil Simon al Gielgud Theater.
Recentemente recitò al Tony Award-winning playhouse di Chicago, al Victory Gardens Theater, al  Claudia Allen's "Cahoots,"  compresa una serata al Madison Square Garden con la Compagnia Internazionale di Eve Ensler's The Vagina Monologues. Gless fece il suo debutto sul palcoscenico in Watch on the Rhine di Lillian Hellman, al Stage West di Springfield, Massachusetts.

## Filmografia

### Cinema
- Airport '75 (Airport 1975), regia di Jack Smight (1974)
- Condannato a morte per mancanza di indizi (The Star Chamber), regia di Peter Hyams (1983)
- Oltre la legge (Once Fallen), regia di Ash Adams (2010)

### Televisione
- Uno sceriffo a New York (McCloud) – serie TV, 1 episodio (1972)
- Ironside – serie TV, 1 episodio (1973)
- Toma – serie TV, 1 episodio (1973)
- Squadra emergenza (Emergency!) – serie TV, 2 episodi (1972-1975)
- Marcus Welby (Marcus Welby, M.D.) – serie TV, 22 episodi (1972-1976)
- Agenzia Rockford (The Rockford Files) – serie TV, 2 episodi (1974-1976)
- Kojak – serie TV, episodio 4x03 (1976)
- Switch – serie TV, 71 episodi (1975-1978)
- Colorado (Centennial), regia di Virgil W. Vogel, Harry Falk, Paul Krasny e Bernard McEveety – miniserie TV, 5 puntate (1979)
- Turnabout – serie TV, 7 episodi (1979)
- Visite a domicilio (House Calls) – serie TV, 15 episodi (1982)
- New York New York (Cagney & Lacey) – serie TV, 119 episodi (1982-1988)
- I casi di Rosie O'Neill (The Trials of Rosie O'Neill) – serie TV, 20 episodi (1990-1992)
- Queer as Folk – serie TV, 79 episodi (2000-2005)
- Giudice Amy (Judging Amy) – serie TV, episodio 4x15 (2003)
- The State Within - Giochi di potere (The State Within), regia di Michael Offer e Daniel Percival – miniserie TV, 6 puntate (2006)
- Nip/Tuck – serie TV, 5 episodi (2008-2009)
- Burn Notice - Duro a morire (Burn Notice) – serie TV, 111 episodi (2007-2013)
- Rizzoli & Isles – serie TV, episodio 7x08 (2016)
- The Gifted – serie TV, episodi 1x02-1x12 (2017-2018)

## Doppiatrici italiane
Nelle versioni in italiano delle opere in cui ha recitato, Sharon Gless è stata doppiata da:
- Roberta Greganti in Condannato a morte per mancanza di indizi
- Angela Baggi in Burn Notice - Duro a morire
- Antonella Giannini in The State Within - Giochi di potere
- Stefania Romagnoli in Queer as Folk
- Anna Cesareni in I casi di Rosie O'Neil
- Germana Dominici in New York New York
- Ada Maria Serra Zanetti in New York New York
- Stefania Giacarelli in Switch
- Chiara Salerno in Station 19

## Riconoscimenti
- Premio Emmy
  - 1986 – Miglior attrice protagonista in una serie drammatica per New York New York
  - 1987 – Miglior attrice protagonista in una serie drammatica per New York New York